# Ling-To-Kloster

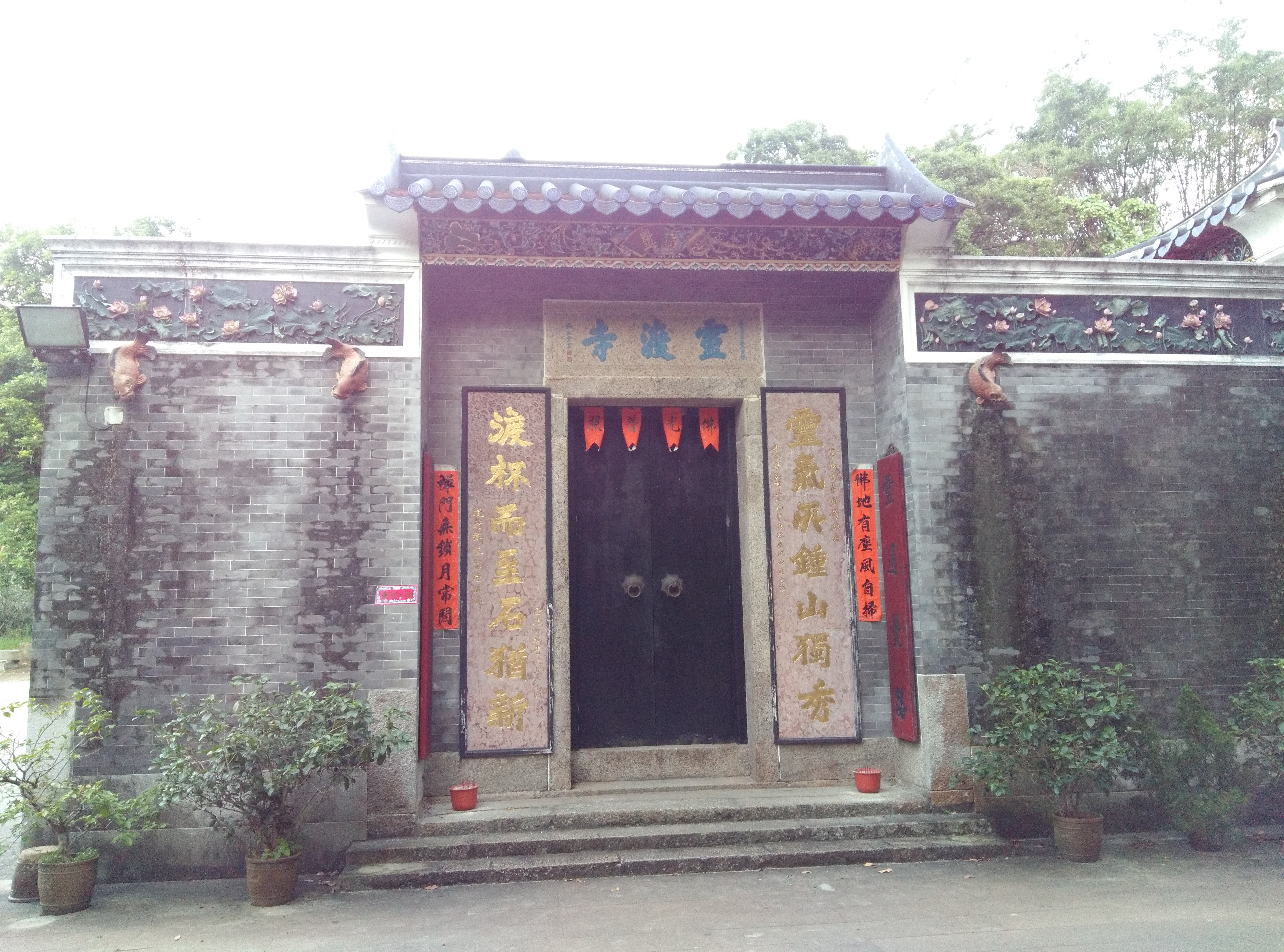
Ling-To-Kloster (2016)

Das Ling-To-Kloster oder Ling To Tsz (chinesisch 靈渡寺 / 灵渡寺, Pinyin Língdù Sì, Jyutping Ling1dou6 Zi6, englisch Ling To Monastery – „Kloster der Seelenüberquerung“) ist eines der ältesten buddhistischen Klöster in Hongkong mit einer Geschichte von über 1.400 Jahren. Das Kloster befindet sich auf dem Berg Ling To Shan (靈渡山, ⊙)  a), der zu den Ausläufern des Castle Peaks bei Tuen Mun gehört. Es liegt in der ländlichen Region von Ha Tsuen, einer der ältesten Dorfgemeinde im Distrikt Yuen Long (元朗廈村,  Yuánlǎng Xiàcūn, Jyutping Jyun4long5 Haa6cyun1, ⊙), in den New Territories. Das Kloster geht bis auf die Zeit der Südlichen und Nördlichen Dynastien, anderen Quellen zufolge, auf die Zeit vom Ende der Östlichen Jin-Dynastie zurück. Die Gebäuden des Klosters reichen sowohl von der Zeit der Südlichen und Nördlichen Dynastien bis Song-Dynastie als auch von der Ming-, Qing- bis zur chinesischen Republikzeit (1912–1949).
Das Kloster zählt zu den drei wichtigsten buddhistischen Klöstern Hongkongs und gehört zu den denkmalgeschützten Gebäuden Hongkongs der Kategorie II (amtlich: Grade II), die zweithöchste Denkmalpflegekategorie bzw. Schutzstufe der Hongkonger Denkmalpflegebehörde.

## Anmerkung
- a) Der Berg Lin To Shan (chinesisch 靈渡山 / 灵渡山, Pinyin Língdù Shān, Jyutping Ling4dou5 Saan1 – „Seelenüberquerung-Berg“) ist heute allgemein meist bekannt als Yuen Tau Shan, ⊙ (圓頭山 / 圆头山,  Yuántóu Shān, Jyutping Jyun4tau4 Saan1 – „Rund-Kopf-Berg“). Der Berg liegt östlich nah dem Berg Lau Fau Shan (流浮山,  Liúfú Shān, Jyutping Lau4fau4 Saan1, ⊙) bzw. südlich dem gleichnamigen Ort Lau Fau Shan, ⊙, in den New Territories. Der Berg Ling To Shan bzw. Yuen Tau Shan ist ein Ausläufer des Castle-Peaks-Gebirge (青山山脈 / 青山山脉,  Qīngshān Shānmài, Jyutping Cing1saan1 Saan1mak6) nahe Tuen Mun.